# Волнат (Каліфорнія)
Волнат (англ. Walnut) — місто (англ. city) в США, в окрузі Лос-Анджелес штату Каліфорнія. Населення — 28 430 осіб (2020).
Назва міста Walnut (укр. волоський горіх) походить від іспанської назви території Rancho Los Nogales Mexican (укр. ранчо мексиканських горіхів) і є перекладом іспанського слова Nogales.
У списку «Найкращі малі міста Америки» (America's best small towns) 2009 та 2011 років Волнат займало відповідно 70-е і 57-е місця, що є найкращим показником для штату Каліфорнія.

## Географія
Волнат розташований за координатами 34°2′14″ пн. ш. 117°51′20″ зх. д. / 34.03722° пн. ш. 117.85556° зх. д. (34.037195, -117.855606).  За даними Бюро перепису населення США в 2010 році місто мало площу 23,30 км², з яких 23,29 км² — суходіл та 0,01 км² — водойми.

## Демографія
Згідно з переписом 2010 року, у місті мешкали 29 172 особи в 8533 домогосподарствах у складі 7677 родин. Густота населення становила 1252 особи/км².  Було 8753 помешкання (376/км²).
Расовий склад населення:
| - 63,6 % — азіатів - 23,7 % — білих - 2,8 % — чорних або афроамериканців - 0,2 % — корінних американців - 0,1 % — вихідців з тихоокеанських островів - 6,0 % — осіб інших рас |

До двох чи більше рас належало 3,5 %. Частка іспаномовних становила 19,1 % від усіх жителів.
За віковим діапазоном населення розподілялося таким чином: 20,9 % — особи молодші 18 років, 66,9 % — особи у віці 18—64 років, 12,2 % — особи у віці 65 років та старші. Медіана віку мешканця становила 43,1 року. На 100 осіб жіночої статі у місті припадало 96,2 чоловіків;  на 100 жінок у віці від 18 років та старших — 93,6 чоловіків також старших 18 років.
Середній дохід на одне домашнє господарство  становив 117 695 доларів США (медіана — 100 184), а середній дохід на одну сім'ю — 123 791 долар (медіана — 106 250). Медіана доходів становила 63 493 долари для чоловіків та 52 068 доларів для жінок. За межею бідності перебувало 6,7 % осіб, у тому числі 6,5 % дітей у віці до 18 років та 6,4 % осіб у віці 65 років та старших.
Цивільне працевлаштоване населення становило 14 480 осіб. Основні галузі зайнятості: освіта, охорона здоров'я та соціальна допомога — 26,9 %, науковці, спеціалісти, менеджери — 10,4 %, фінанси, страхування та нерухомість — 9,2 %, роздрібна торгівля — 9,1 %.